# Natação nos Jogos Pan-Americanos de 2023 - Revezamento 4x100 m medley feminino
A competição de revezamento 4x100 m medley feminino da natação nos Jogos Pan-Americanos de 2023 foi disputada em 25 de outubro no Centro Acuático Estadio Nacional, em Santiago, no Chile. No total, competiram 73 atletas de 13 Comitês Olímpicos Nacionais (CON).

## Calendário
Horário local (UTC-4).
| Data          | Horário | Fase          |
| ------------- | ------- | ------------- |
| 25 de outubro | 10:45   | Eliminatórias |
| 25 de outubro | 17:43   | Final         |

## Medalhistas
|  | CAN Canadá |  | USA Estados Unidos                                                                                            |  | MEX México |
|  | Danielle Hanus Rachel Nicol Maggie Mac Neil Mary-Sophie Harvey Madelyn Gatrall* Sophie Angus* Katerine Savard* Brooklyn Doutwright* |  | Josephine Fuller Emma Weber Kelly Pash Catie DeLoof Reilly Tiltmann* Anna Keating* Olivia Bray* Gabi Albiero* |  | Miranda Grana Melissa Rodríguez María José Mata Sofia Revilak Andrea Sansores* María Fernanda Jiménez* Miriam Guevara* Athena Meneses* |

* Atletas que só participaram das eliminatórias da prova, mas também receberam medalhas.

## Recordes
Antes desta competição, os recordes mundiais e dos Jogos Pan-Americanos da prova eram os seguintes:
| Tipo                             | Atleta         | Tempo   | Local   | Data                |
| -------------------------------- | -------------- | ------- | ------- | ------------------- |
|                                  | Estados Unidos | 3:50.40 | Gwangju | 28 de julho de 2019 |
| Recorde dos Jogos Pan-Americanos | Estados Unidos | 3:56.53 | Toronto | 18 de julho de 2015 |

## Resultados

### Eliminatórias
Qualificação: As oito equipes mais rápidas (Q) se classificam para a final.
As eliminatórias foram realizadas em 25 de outubro.
| Pos. | Bateria | Raia | Nadadoras (parcial)                                                                                           | CON                                 | Tempo   | Notas |
| ---- | ------- | ---- | --- | ----------------------------------- | ------- | ----- |
| 1    | 1       | 4    | Madelyn Gatrall (1:02.11) Sophie Angus (1:06.77) Katerine Savard (1:09.49) Brooklyn Douthwright (46.82)       | CAN Canadá                          | 4:05.19 | Q     |
| 2    | 2       | 4    | Reilly Tiltmann (1:01.80) Anna Keating (1:10.82) Olivia Bray (59.21) Gabi Albiero (54.60)                     | USA Estados Unidos                  | 4:06.43 | Q     |
| 3    | 2       | 6    | Isabella Arcila (1:02.68) Stefanía Gómez (1:09.54) Valentina Becerra Karen Durango                            | COL Colômbia                        | 4:10.54 | Q     |
| 4    | 2       | 5    | Julia Góes (1:04.71) Nichelly Lysy (1:11.28) Giovanna Diamante (1:01.17) Ana Carolina Vieira (54.22)          | BRA Brasil                          | 4:11.38 | Q     |
| 5    | 1       | 5    | Andrea Sansores (1:02.40) Fernanda Jimenez (1:12.03) Miriam Guevara Athena Meneses                            | MEX México                          | 4:13.11 | Q     |
| 6    | 1       | 3    | Carla González (1:03.04) Mercedes Toledo (1:10.16) María Yegres (1:02.46) Lismar Lyon (57.99)                 | VEN Venezuela                       | 4:13.65 | Q     |
| 7    | 2       | 3    | Candela Raviola (1:05.06) Martina Barbeito (1:10.22) Macarena Ceballos (1:02.05) Guillermina Ruggiero (56.64) | ARG Argentina                       | 4:13.97 | Q     |
| 8    | 1       | 6    | Laurent Estrada (1:03.89) Daysi Ramírez (1:13.93) Lorena González (1:04.44) Elisbet Gámez (56.31)             | CUB Cuba                            | 4:18.57 | Q     |
| 9    | 2       | 7    | Sarah Szklaruk (1:05.52) Antonia Cubillos (1:13.83) Monstserrat Spielmann (1:02.52) Inés Marín (56.94)        | CHI Chile                           | 4:18.81 | R     |
| 10   | 2       | 2    | Abril Aunchayna (1:05.36) Nicole Frank (1:12.53) María Solari (1:06.45) Luna Chabat (58.03)                   | URU Uruguai                         | 4:22.37 | R     |
| 11   | 1       | 7    | Leanna Wainwright (1:07.03) Sabrina Lyn (1:13.99) Morgan Cogle (1:08.44) Emily MacDonald (58.20)              | JAM Jamaica                         | 4:27.66 |       |
| 12   | 2       | 1    | Melissa Diego (1:05.58) Nicole Mack (1:18.12) María Morales (1:06.88) María Santis (1:00.74)                  | EAI Equipe de Atletas Independentes | 4:31.32 |       |
| 13   | 1       | 1    | Zaylie Thompson (1:09.78) Victoria Russell (1:17.91) Katelyn Cabral (1:05.44) Ariel Weech (1:00.90)           | BAH Bahamas                         | 4:34.03 |       |
|      | 1       | 2    | | PER Peru                            | DNS     |       |

### Final
A final foi realizada em 25 de outubro.
| Pos.              | Raia | Nadadoras (parcial)                                                                                                  | CON                | Tempo   | Notas |
| ----------------- | ---- | --- | ------------------ | ------- | ----- |
| Medalha de ouro   | 4    | Danielle Hanus (1:00.97) Rachel Nicol (1:07.14) Maggie MacNeil (56.83) Mary-Sophie Harvey (53.82)                    | CAN Canadá         | 3:58.76 |       |
| Medalha de prata  | 5    | Josephine Fuller (1:00.47) Emma Webber (1:07.39) Kelly Pash (57.62) Catie Deloof (53.91)                             | USA Estados Unidos | 3:59.39 |       |
| Medalha de bronze | 2    | Miranda Grana (1:01.86) Melissa Rodríguez (1:07.44) María José Mata (59.40) Sofía Revilak (56.03)                    | MEX México         | 4:04.73 |       |
| 4                 | 3    | Isabella Arcila (1:02.15) Stefanía Gómez (1:08.45) Valentina Becerra (58.63) Sirena Rowe (55.56)                     | COL Colômbia       | 4:04.95 |       |
| 5                 | 6    | Maria Luiza Pessanha (1:02.88) Jhennifer Conceição (1:08.52) Clarissa Rodriguez (59.85) Stephanie Balduccini (53.70) | BRA Brasil         | 4:04.95 |       |
| 6                 | 1    | Andrea Berrino (1:01.88) Macarena Ceballos (1:07.80) Agostina Hein Lucía Gauna                                       | ARG Argentina      | 4:07.70 |       |
| 7                 | 7    | Carla González (1:02.68) Mercedes Toledo (1:09.32) Lismar Lyon (1:01.02) María Yegres (58.13)                        | VEN Venezuela      | 4:11.15 |       |
| 8                 | 8    | Laurent Estrada (1:04.02) Daysi Ramírez (1:13.22) Lorena González (1:03.66) Elisbet Gámez (55.69)                    | CUB Cuba           | 4:16.59 |       |

Legenda
| Recorde mundial                  | Recorde mundial (World record)               |                       | Recorde africano                      | Recorde africano (African) |                                           | Q | Classificado por posição (Qualified) |
| Recorde dos Jogos Pan-Americanos | Recorde pan-americano (Pan-American record)  | Recorde da América    | Recorde da América (Americas)         | q                          | Classificado por melhor tempo (Qualified) |   |                                      |
| Melhor marca do ano              | Melhor marca do ano (World leading)          | Recorde asiático      | Recorde asiático (Asian)              | DNS                        | Não largou (Did not start)                |   |                                      |
| Recorde nacional                 | Recorde nacional (National record)           | Recorde europeu       | Recorde europeu (European)            | DNF                        | Não terminou (Did not finish)             |   |                                      |
| Recorde pessoal                  | Recorde pessoal do atleta (Personal best)    | Recorde da Oceania    | Recorde da Oceania (Oceania)          | DSQ / DQ                   | Desclassificado (Disqualified)            |   |                                      |
| Recorde da temporada             | Recorde da temporada do atleta (Season best) | Recorde sul-americano | Recorde sul-americano (South America) | NM                         | Sem marca (No mark)                       |   |                                      |